# Herbert Erich Baumert
Herbert Erich Baumert (* 1. Dezember 1920 in Linz; † 15. Jänner 2002) war ein österreichischer Grafiker, Heraldiker und Heimatforscher.

## Leben
Der Sohn eines Versicherungsbeamten absolvierte in der Druckerei des Oberösterreichischen Landesverlags eine Lehre als Schriftsetzer. 1936/37 erhielt er Zeichen- und Malunterricht bei Konrad Meindl in Linz. Von 1941 bis 1945 leistete er Militärdienst bei der Deutschen Luftwaffe. 1952 stieg er im Landesverlag zum technischen Angestellten auf. 1960 wechselte er zu Verlag und Druckerei Rudolf Trauner, wo er bis zu seiner Pensionierung Ende 1981 als Verlagsleiter, Geschäftsführer und Gesellschafter der Druckerei tätig war.
Baumert wurde insbesondere als Grafiker, Heraldiker und Heimatforscher bekannt. Er entwarf die Wappen von rund 130 oberösterreichischen Gemeinden und er übernahm die offizielle Veröffentlichung der neuen, von der Landesregierung verliehenen Gemeindewappen in einem Buch und in acht Nachträgen. Er war korrespondierendes Mitglied der Heraldisch-Genealogischen Gesellschaft „Adler“ in Wien sowie Mitglied des Herold, Verein für Heraldik, Genealogie und verwandte Wissenschaften zu Berlin und der Académie internationale d’héraldique in Paris. Neben mehreren Monographien veröffentlichte er zahlreiche Aufsätze zur oberösterreichischen Heraldik und zu heimatkundlichen Themen.

## Auszeichnungen
- Berufstitel Professor, 1976
- Ehrenzeichen in Silber des LASK, 1980
- Silbernes Ehrenzeichen des Landes Oberösterreich, 1983
- Kulturmedaille der Stadt Linz
- Ehrenmedaille der Académie internationale d’héraldique

## Veröffentlichungen (Monographien)
- Die Wappen der Städte und Märkte Oberösterreichs. Oberösterreichischer Landesverlag, Linz 1958
- mit Georg Grüll: Burgen und Schlösser in Oberösterreich. Birken-Verlag, Wien, 3 Bände, 1983–1988
- Oberösterreichische Gemeindewappen, Oberösterreichisches Landesarchiv, Linz 1996

## Von Herbert Erich Baumert entworfene Wappen (Beispiele)

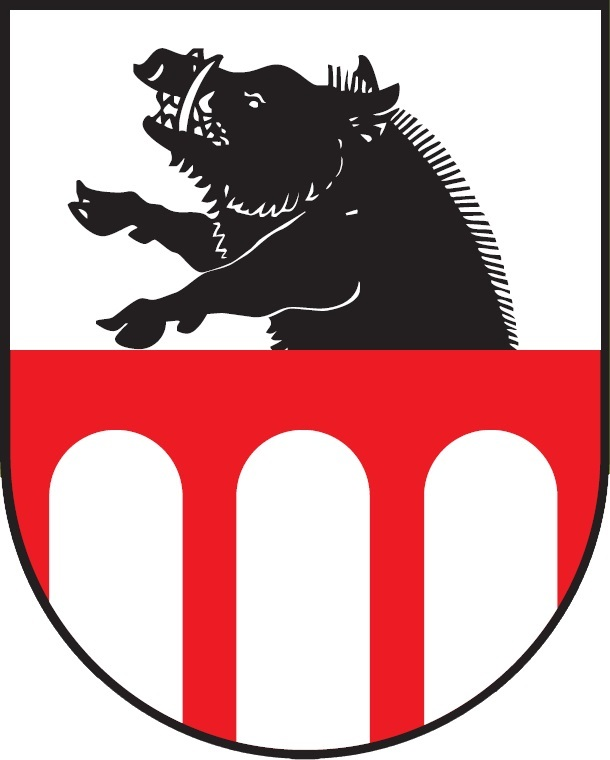
Eberstalzell (1977)
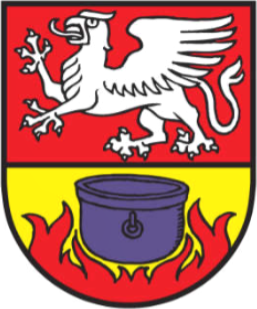
Tumeltsham (1979)
Unterach am Attersee (1984)
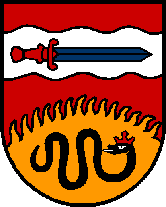
Diersbach (1984)
St. Konrad (1993)